# Ocymyrmex
Ocymyrmex – rodzaj mrówek z podrodziny Myrmicinae. Obejmuje 37 opisanych gatunków.

## Gatunki
| - Ocymyrmex afradu Bolton & Marsh, 1989 - Ocymyrmex alacer Bolton & Marsh, 1989 - Ocymyrmex ankhu Bolton, 1981 - Ocymyrmex barbiger Emery, 1886 - Ocymyrmex cavatodorsatus Prins, 1965 - Ocymyrmex celer Weber, 1943 - Ocymyrmex cilliei Prins & Roux, 1989 - Ocymyrmex cursor Bolton, 1981 - Ocymyrmex dekerus Bolton & Marsh, 1989 - Ocymyrmex engytachys Bolton & Marsh, 1989 - Ocymyrmex flavescens Stitz, 1923 - Ocymyrmex flaviventris Santschi, 1914 - Ocymyrmex Foreli Arnold, 1916 - Ocymyrmex fortior Santschi, 1911 - Ocymyrmex gariepensis Prins & Roux, 1989 - Ocymyrmex gordoni Prins & Roux, 1989 - Ocymyrmex hirsutus Forel, 1910 - Ocymyrmex ignotus Bolton & Marsh, 1989 - Ocymyrmex kahas Bolton & Marsh, 1989 |  | - Ocymyrmex laticeps Forel, 1901 - Ocymyrmex micans Forel, 1910 - Ocymyrmex monardi Santschi, 1930 - Ocymyrmex nitidulus Emery, 1892 - Ocymyrmex okys Bolton & Marsh, 1989 - Ocymyrmex phraxus Bolton, 1981 - Ocymyrmex picardi Forel, 1901 - Ocymyrmex resekhes Bolton & Marsh, 1989 - Ocymyrmex robecchii Emery, 1892 - Ocymyrmex robustior Stitz, 1923 - Ocymyrmex shushan Bolton, 1981 - Ocymyrmex sobek Bolton, 1981 - Ocymyrmex sphinx Bolton, 1981 - Ocymyrmex tachys Bolton & Marsh, 1989 - Ocymyrmex turneri Donisthorpe, 1931 - Ocymyrmex velox Santschi, 1932 - Ocymyrmex weitzeckeri Emery, 1892 - Ocymyrmex zekhem Bolton, 1981 |